# إنجلش إلكتريك لايتنينغ
لايتنينغ (بالإنجليزية: English Electric Lightning)‏ هي طائرة اعتراضية أنتجت في المملكة المتحدة. من صناعة شركة إنجلش إلكتريك. كانت تستخدم بشكل أساسي من قبل سلاح الجو الملكي. كان أول طيران لها في 4 أغسطس 1954. دخلت الخدمة في 1959، انتهت خدمتها في 1988. صنع منها 337 طائرة.

## المستخدمون

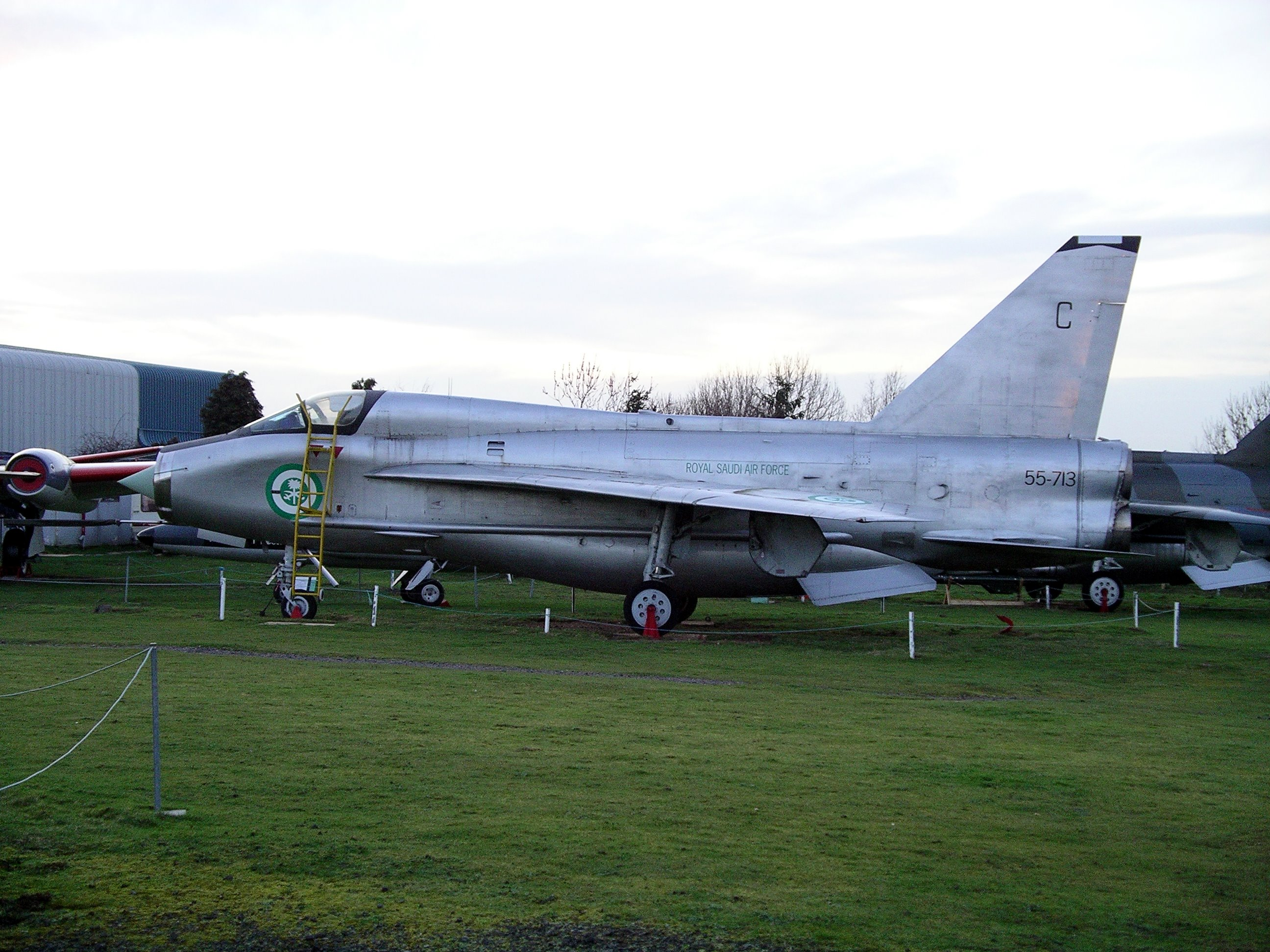
انجلش إلكترونيك لايتنينغ التابع للقوات الجوية الملكية السعودية.

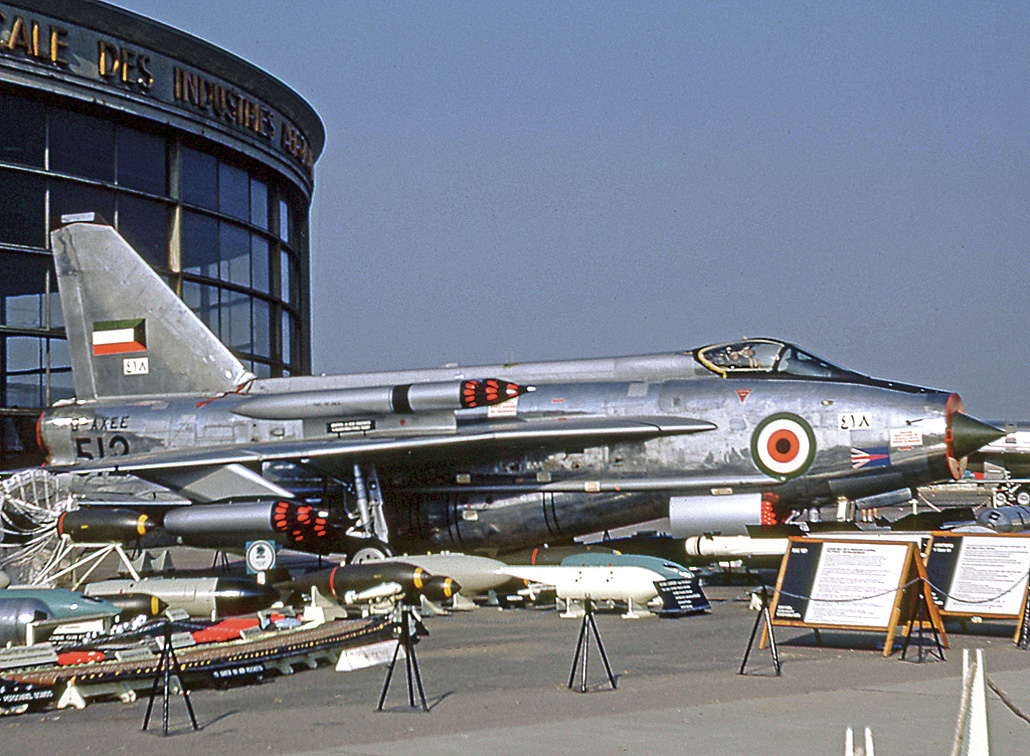
إلكترونيك لايتنينغ والتي كانت تملكها القوات الجوية الكويتية

- سلاح الجو الملكي
- القوة الجوية الكويتية
- القوات الجوية الملكية السعودية